# Włodzimierz Brus

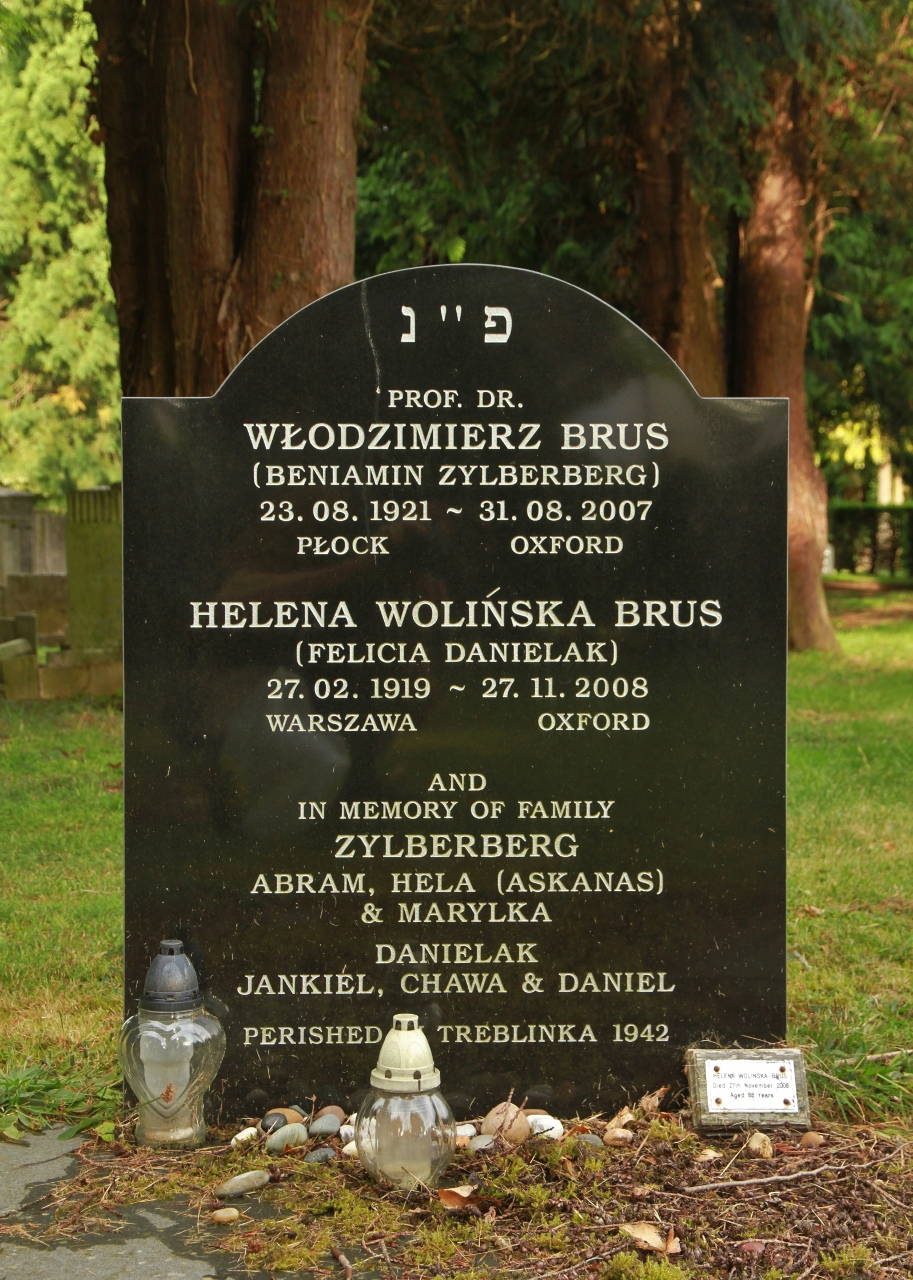
Grób Włodzimierza Brusa i Heleny Wolińskiej na cmentarzu Wolvercote w Oksfordzie

Włodzimierz Brus, właściwie Beniamin Zylberberg(er) (ur. 23 sierpnia 1921 w Płocku, zm. 31 sierpnia 2007 w Oksfordzie) – polski ekonomista żydowskiego pochodzenia, profesor Szkoły Głównej Planowania i Statystyki, Uniwersytetu Warszawskiego i Uniwersytetu Oksfordzkiego.

## Życiorys
W latach 1936–1938 członek Rewolucyjnego Związku Niezamożnej Młodzieży Szkolnej. W 1938, po odrzuceniu jego aplikacji do Szkoły Głównej Handlowej ze względu na restrykcje antyżydowskie, podjął studia ekonomiczne na Wolnej Wszechnicy Polskiej w Warszawie. Po agresji III Rzeszy na Polskę we wrześniu 1939 przedostał się do Lwowa, gdzie kontynuował studia ekonomiczne we Lwowskim Instytucie Handlu Radzieckiego (1940–1941). W 1942 ukończył Saratowski Instytut Planowania i został aspirantem na Uniwersytecie Leningradzkim, ewakuowanym do Saratowa. Całą rodzinę stracił w Treblince w 1942. Wstąpił do Komsomołu, a następnie do Związku Patriotów Polskich. Podczas pobytu w ZSRR uczył i pracował w fabryce. 
W 1944 został na krótko starszym wykładowcą Saratowskiego Instytutu Kredytowo-Ekonomicznego. W tym samym roku podjął służbę jako oficer polityczny w Polskich Siłach Zbrojnych w ZSRR, którą kontynuował jako oficer Głównego Zarządu Polityczno-Wychowawczego Wojska Polskiego. Autor propagandowych broszur, m.in. Urojenia i rzeczywistość. Prawda o ZSRR i Polska 1918–1926, wychwalających sowiecką demokrację i gospodarkę i określających przedwojenne władze polskie jako bezwzględną faszystowską dyktaturę sanacji. W 1946, 1947 był w stopniu majora. 19 sierpnia 1946 został odznaczony Orderem Krzyża Grunwaldu III klasy „za zasługi na polu pracy oświatowej i kulturalnej”, a 9 stycznia 1947 Złotym Krzyżem Zasługi. Z wojska odszedł w 1949 w stopniu podpułkownika. Od 1947 do 1950 pracował w redakcji miesięcznika „Nowe Drogi”.
W 1949 został wykładowcą Szkoły Głównej Planowania i Statystyki, w której od 1950 do 1956 kierował Katedrą Ekonomii. Od 1950 do 1957 był pracownikiem i kierownikiem Katedry Ekonomii Politycznej i Wydziału Ekonomicznego Instytutu Kształcenia Kadr Naukowych przy KC PZPR. We wrześniu 1951 uzyskał stopień doktora pod kierunkiem Edwarda Lipińskiego, a w styczniu 1952 został profesorem nadzwyczajnym SGPiS. Od 1954 był także profesorem Uniwersytetu Warszawskiego. Pracował również w Instytucie Nauk Społecznych przy KC PZPR. W latach 1951–1956 zasiadał w Centralnej Komisji Kwalifikacyjnej dla Pracowników Nauki, wywierając decydujący wpływ na awanse naukowe ekonomistów w Polsce. Radziecki ekonomista Nikołaj Niekrasow zarzucił mu w sprawozdaniu dla Moskwy promowanie niepolskich pracowników, do czego tłem była trwająca wówczas w ZSRR antysemicka kampania pod hasłem „walki z kosmopolityzmem”. W 1956 Brus opuścił IKKN i wkrótce przeszedł na pozycje rewizjonistyczne.
Od 1945 do 1948 należał do Polskiej Partii Robotniczej, a następnie do Polskiej Zjednoczonej Partii Robotniczej, którą opuścił w 1967 w reakcji na wykluczenie z szeregów PZPR jego żony Heleny Wolińskiej. Był członkiem Komitetu Uczelnianego PZPR na Uniwersytecie Warszawskim. 
W atmosferze antysemickiej nagonki, będącej następstwem wydarzeń marcowych, Brus utracił możliwość publikowania pod własnym nazwiskiem, pracując w Instytucie Gospodarki Mieszkaniowej do emigracji w 1972. Zamierzał wyjechać przez Glasgow do Stanów Zjednoczonych, ale wobec choroby syna zdecydował się pozostać w Wielkiej Brytanii i przyjął zaproponowane mu przez Michaela Kasera (późniejszego doradcę Margaret Thatcher) stanowisko badawcze w ramach grantu fundacji Leverhulme Trust w St Antony’s College w Oksfordzie. Był następnie pracownikiem naukowym Wolfson College w Oksfordzie, gdzie w 1978 otrzymał stanowisko profesorskie. Zajmował się analizą gospodarki socjalistycznej. Od lat 70. wspierał opozycję demokratyczną w Polsce, jednocześnie nawiązał tajną współpracę ze wschodnioniemiecką służbą bezpieczeństwa Stasi posługując się kryptonimem Fakir.

## Dorobek i poglądy
Głównym dziełem Brusa jest napisana wspólnie z Kazimierzem Łaskim książka Od Marksa do rynku (ang. From Marx to the Market, 1989, wydanie polskie 1992).
W 1950 opublikował wraz z Maksymilianem Pohorillem podręcznik uniwersytecki Ekonomia polityczna socjalizmu, w którym zaatakował koncepcję narodowej drogi do socjalizmu lansowaną w Polsce przez Władysława Gomułkę, a w Jugosławii przez Josipa Titę, zalecając naśladowanie wzorów radzieckich. 
Poglądy ekonomiczne Brusa zwróciły uwagę chińskich ekonomistów i reformatorów, czego wynikiem były liczne zaproszenia do Chin zapoczątkowane w 1979 roku. W Kantonie spotkał się m.in. z Kazimierzem Mijalem, byłym bliskim współpracownikiem Bolesława Bieruta, komunistą i maoistą, założycielem w 1965 prochińskiej, nielegalnej Komunistycznej Partii Polski (KPP), jednym z redaktorów Radia Tirana (1966–1978). Brus proponował odejście od scentralizowanego i w pełni kontrolowanego modelu gospodarki socjalistycznej, na rzecz połączenia planu z rynkiem, a przy tym daleko idącą decentralizacją podejmowania decyzji i zarządzania. Obok czeskiego ekonomisty Oty Šika (wicepremiera Czechosłowacji w czasie praskiej wiosny), a przede wszystkim Węgra Jánosa Kornaia, jest uznawany za głównych teoretycznych inspiratorów chińskiej transformacji ery Deng Xiaopinga.

## Życie prywatne
Był mężem Heleny Wolińskiej-Brus w jej pierwszym i trzecim związku małżeńskim. Został pochowany na cmentarzu Wolvercote w Oksfordzie, rok później pochowano tam również jego małżonkę.